# Ваґалхані
Ваґалхані (перс. وگلخاني) — село в Ірані, у дегестані Шуиїл, у бахші Рахімабад, шагрестані Рудсар остану Ґілян. За даними перепису 2006 року, його населення становило 40 осіб, що проживали у складі 15 сімей.

## Клімат
Середня річна температура становить 9,28 °C, середня максимальна – 24,14 °C, а середня мінімальна – -6,64 °C. Середня річна кількість опадів – 375 мм.
| Клімат поселення                              | Клімат поселення | Клімат поселення | Клімат поселення | Клімат поселення | Клімат поселення | Клімат поселення | Клімат поселення | Клімат поселення | Клімат поселення | Клімат поселення | Клімат поселення | Клімат поселення | Клімат поселення |
| Показник                                      | Січ.             | Лют.             | Бер.             | Квіт.            | Трав.            | Черв.            | Лип.             | Серп.            | Вер.             | Жовт.            | Лист.            | Груд.            |                  |
| Середній максимум, °C                         | 3,35             | 3,77             | 6,23             | 12,51            | 17,82            | 22,00            | 24,14            | 23,96            | 20,19            | 16,86            | 10,36            | 5,06             |                  |
| Середня температура, °C                       | −1,66            | −1,23            | 1,21             | 7,51             | 12,82            | 17,00            | 19,98            | 19,80            | 16,03            | 12,69            | 6,20             | 0,89             |                  |
| Середній мінімум, °C                          | −6,64            | −6,23            | −3,77            | 2,51             | 7,83             | 12,01            | 15,83            | 15,64            | 11,87            | 8,53             | 2,04             | −3,28            |                  |
| Норма опадів, мм                              | 34               | 38               | 60               | 47               | 39               | 13               | 11               | 9                | 12               | 33               | 38               | 41               |                  |
| Середньомісячна швидкість вітру, м/с          | 1.99             | 2.50             | 2.68             | 2.90             | 2.44             | 2.20             | 2.08             | 1.92             | 1.83             | 1.82             | 2.24             | 1.98             |                  |
| Середньомісячна сонячна радіація, кДж/м²·день | 7806             | 10278            | 12726            | 16737            | 20703            | 23521            | 23516            | 20789            | 17538            | 12688            | 9465             | 7487             |                  |
| --------------------------------------------- | ---------------- | ---------------- | ---------------- | ---------------- | ---------------- | ---------------- | ---------------- | ---------------- | ---------------- | ---------------- | ---------------- | ---------------- | ---------------- |
| Джерело:                                      |                  |                  |                  |                  |                  |                  |                  |                  |                  |                  |                  |                  |                  |